# 동탁 공항
동탁 공항(베트남어: Sân bay Đông Tác, 영어: Dong Tac Airport, IATA: TBB, ICAO: VVTH)은 베트남 남부 중부 해안을 따라 푸옌성 내 뚜이호아 바로 남쪽에 위치해 있다.

## 역사
동탁 공항은 1966년 미국 공군을 위해 투이호아 공군기지로 건설되었다. 베트남 전쟁 당시 미 공군(1966-70)과 미 육군(1970-71년)이 사용하였다.

## 운항 노선
| 항공사      | 목적지         |
| ----------- | -------------- |
| 비엣젯 항공 | 하노이, 호치민 |
| 베트남 항공 | 하노이, 호치민 |